# رکن الدین مبارک خواجه
رکن الدین مبارک خواجه از فرمانروایان قراختاییان کرمان و پسر براق حاجب بنیانگذار سلسله بود.

## زندگی
او تنها پسر براق حاجب و اوکا خاتون بود. او در سال ۱۲۳۴ توسط پدرش به عنوان ژست تسلیم به دربار اوگتای خان فرستاده شد. او با شنیدن خبر مرگ پدرش به کرمان بازنگشت، بلکه به سفر خود ادامه داد که در نهایت توسط خان به رسمیت شناخته شد. چینکای (镇海)، منشی اویغور نستوری اوگدی و گیوکخان، به او اعتماد داشت. در واقع پسر عموی معزول او قطب الدین محمد به لطف تلاش های چینقایی در دربار مغول بازداشت شد.

## حکمرانی
وی در طول ۱۶ سال حکومت خود در میان مردم فارس و روحانیون کرمان محبوبیتی نداشت.  هر چند طبق دستور منگو قاآن در ۱۲۵۲/۱۲۵۳ به نفع قطب الدین محمد کناره گیری کرد. او قلمروهای خود را ترک کرد و به لرستان رهسپار شد و ابتدا به همراه مادرش اوکا خاتون در سال ۱۲۵۲ نزد برادرزاده‌اش سلغور شاه - اتابک یزد گریخت و بعد با خلیفه مستعصم ارتباط برقرار کرد. در راه بغداد در کمین نیروهای مغول افتاد. وقتی منگو قاآن از این خیانت شنید، به قطب الدین اجازه داد تا پسر عمویش را اعدام کند.

## خانواده
وی با جهان خاتون دختر سلغوری اتابک ابوبکر بن سعد ازدواج کرد اما این ازدواج فقط یک شب به طول انجامید.
مسائل دیگر او عبارتند از: 
- سلیمانشاه
- یک دختر - ازدواج با علاء الدین بن طغانشاه، اتابک یزد
- یک دختر - ازدواج با عماد الدین بن هزاراسپ، اتابک لرستان
- بی بی شاه - صیغه منگو تیمور (پسر هولاگو )

## مراجع
1. ↑  جوینی، عطاملک (۱۳۸۷). تاریخ جهانگشای. به کوشش محمد قزوینی. انتشارات هرمس؛ تهران.
2. ↑  Minorsky, Vladimir (1980). The Encyclopaedia of Islam // Kutlugh-Khanids (به انگلیسی). Brill Archive. p. 553. ISBN 9004064710.
3. ↑  Lane, George, 1952- (September 2003). Early Mongol rule in thirteenth-century Iran : a Persian renaissance. London. p. 97. ISBN 9781134431038. OCLC 890796255.{{cite book}}:  نگهداری یادکرد:نام‌های متعدد:فهرست نویسندگان (link)